# 岩田清文
岩田 清文（いわた きよふみ、1957年〈昭和32年〉2月3日 - ）は、日本の陸上自衛官。第34代陸上幕僚長、第33代北部方面総監。

## 概要
徳島県出身。1等陸佐までの職種は機甲科。初代統合幕僚長を務めた先崎一陸将以来10年ぶりとなる北部方面総監からの陸幕長就任となった。北部方面総監時代の要望事項は「任務即応・訓練精到・地域連携」。約3年にわたり陸上幕僚長を務め、次期統合幕僚長の候補と目されていたが、在任後期には数多くの重大事案が発生。最後は北部方面隊の然別演習場において、隊員による小銃誤射事案が決定打となり、同事案の管理監督責任を取る形で退官に追い込まれた。
選択出版によると、陸上自衛隊の制服を、2018年末に現行のモスグリーンから、統合幕僚監部のイメージカラーである「紫色」に変更する構想は、統幕長を狙いながら勇退を余儀なくされた岩田の「置き土産」であるとされる。ほか、週刊ダイヤモンドによると、陸上自衛隊の特別儀仗隊の制服が52年ぶりに変更されたことに続く第2陣として「常装」のモデルチェンジが行われる予定であり、陸上自衛官13.9万人が対象となる。新制服は統合幕僚監部のカラーである「紫色」に変更されるとされ、新制服への変更を強く推したのは、「昨年6月に退任した元陸上幕僚長」であるとされている。

## 略歴
- 1979年（昭和54年）3月：防衛大学校卒業（第23期・電気工学[5]）
- 1993年（平成05年）7月：2等陸佐
- 1997年（平成09年）8月1日：第4戦車大隊長兼玖珠駐屯地司令
- 1998年（平成10年）1月1日：1等陸佐
- 1999年（平成11年）7月9日：陸上幕僚監部防衛部運用課運用第1班長
- 2001年（平成13年）6月29日：第71戦車連隊長
- 2003年（平成15年）3月27日：陸上幕僚監部装備部装備計画課長
- 2004年（平成16年）8月30日：陸将補、陸上自衛隊富士学校機甲科部長
- 2006年（平成18年）8月4日：中部方面総監部幕僚副長
- 2008年（平成20年）8月1日：陸上幕僚監部人事部長
- 2010年（平成22年）7月26日：陸将、第30代第7師団長
- 2011年（平成23年）8月5日：統合幕僚副長
- 2012年（平成24年）7月26日：第33代北部方面総監
- 2013年（平成25年）8月27日：第34代陸上幕僚長
- 2016年（平成28年）7月1日：退官
- 2017年（平成29年）1月1日：三菱電機株式会社電子システム事業本部顧問[6]

## 著作
- 『中国、日本侵攻のリアル』（飛鳥新社、2019年）
- 『中国を封じ込めよ！』（飛鳥新社、2023年）

### 共著
- 『自衛隊最高幹部が語る令和の国防』（新潮社〈新潮新書〉、2021年）
- 『自衛隊最高幹部が語る台湾有事』（新潮新書、2022年）
- 『君たち、中国に勝てるのか　―自衛隊最高幹部が語る日米同盟VS．中国』（産経セレクト、2023年）
各・武居智久・尾上定正・兼原信克 共著
- 『国防の禁句　―防衛「チーム安倍」が封印を解く』（産経セレクト、2024年）、島田和久・武居智久 共著

## 栄典
- レジオン・オブ・メリット・コマンダー - 2014年（平成26年）10月14日[7]

## 画像

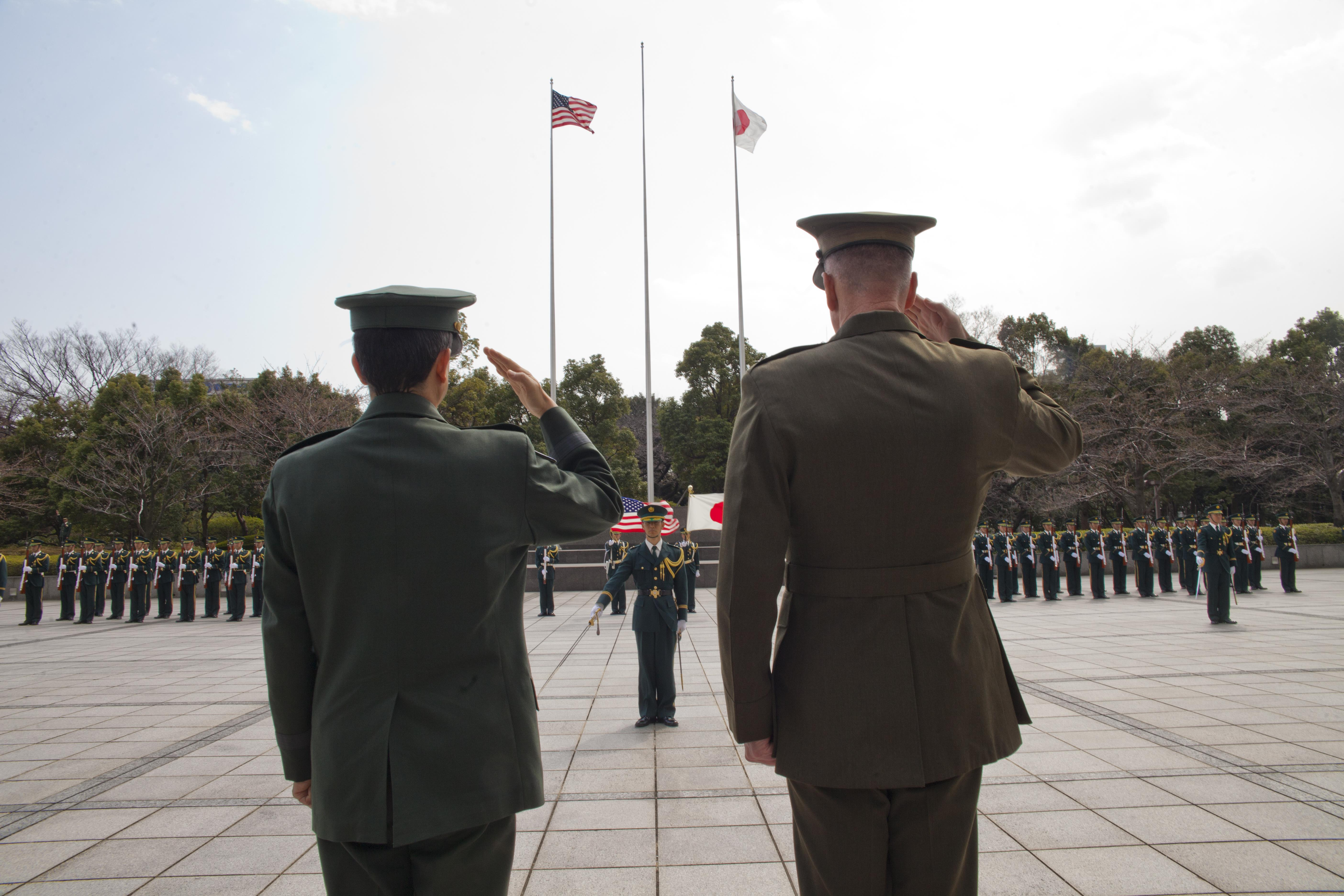
陸上自衛隊の儀仗を受ける岩田（左）とジョセフ・ダンフォード（右）
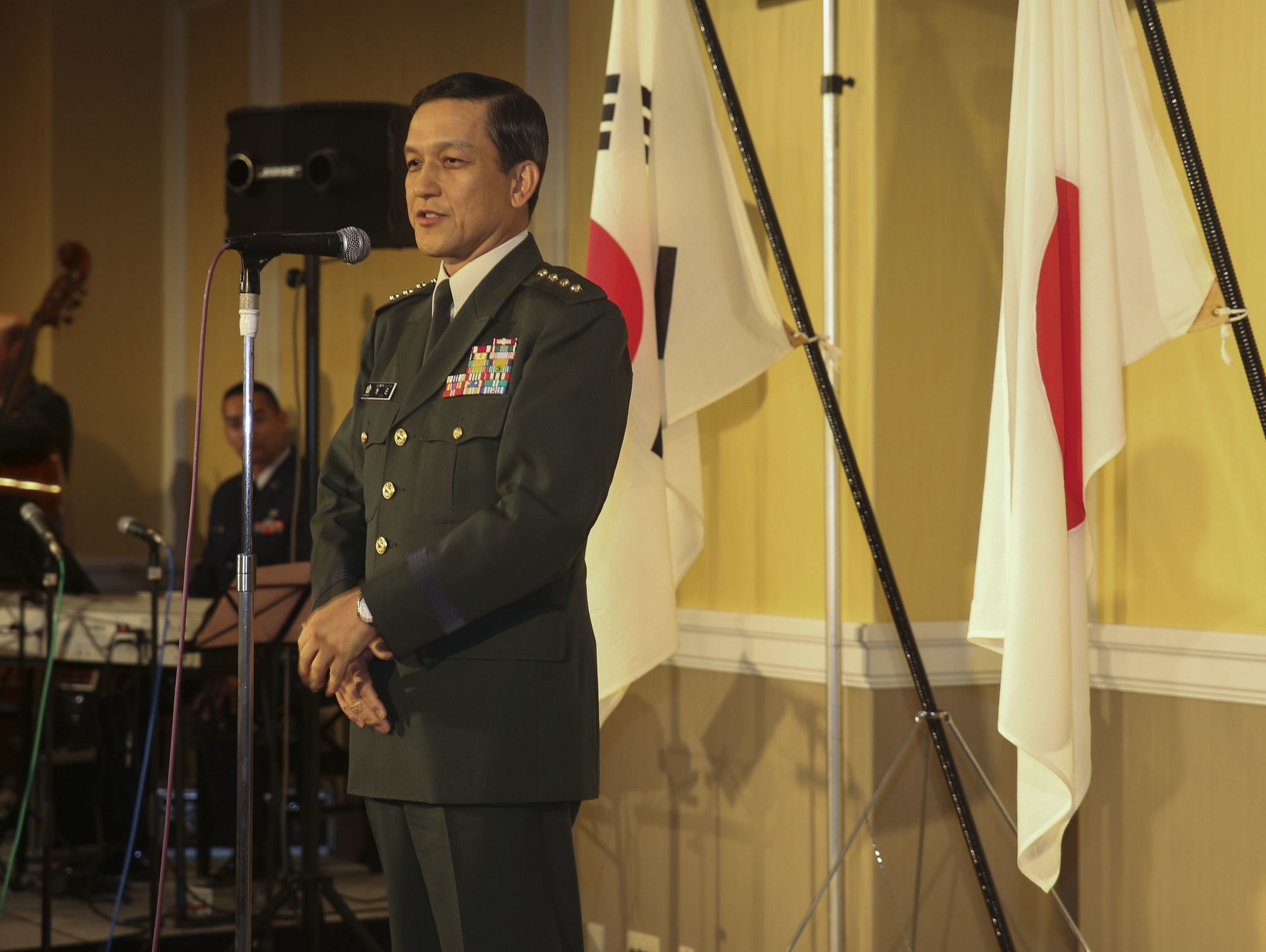
講演する岩田
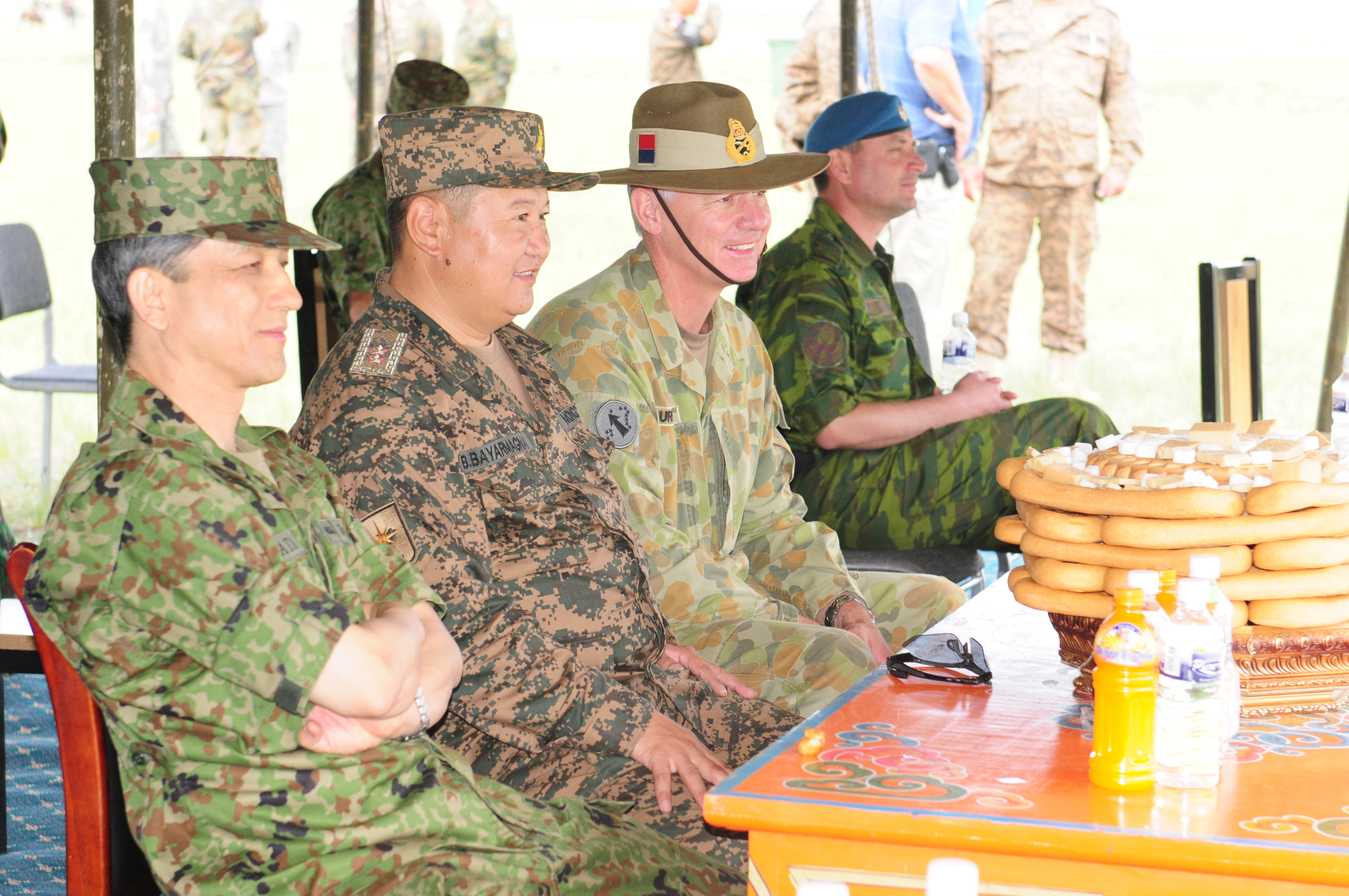
アメリカ軍、モンゴル軍との合同演習時の岩田（手前）
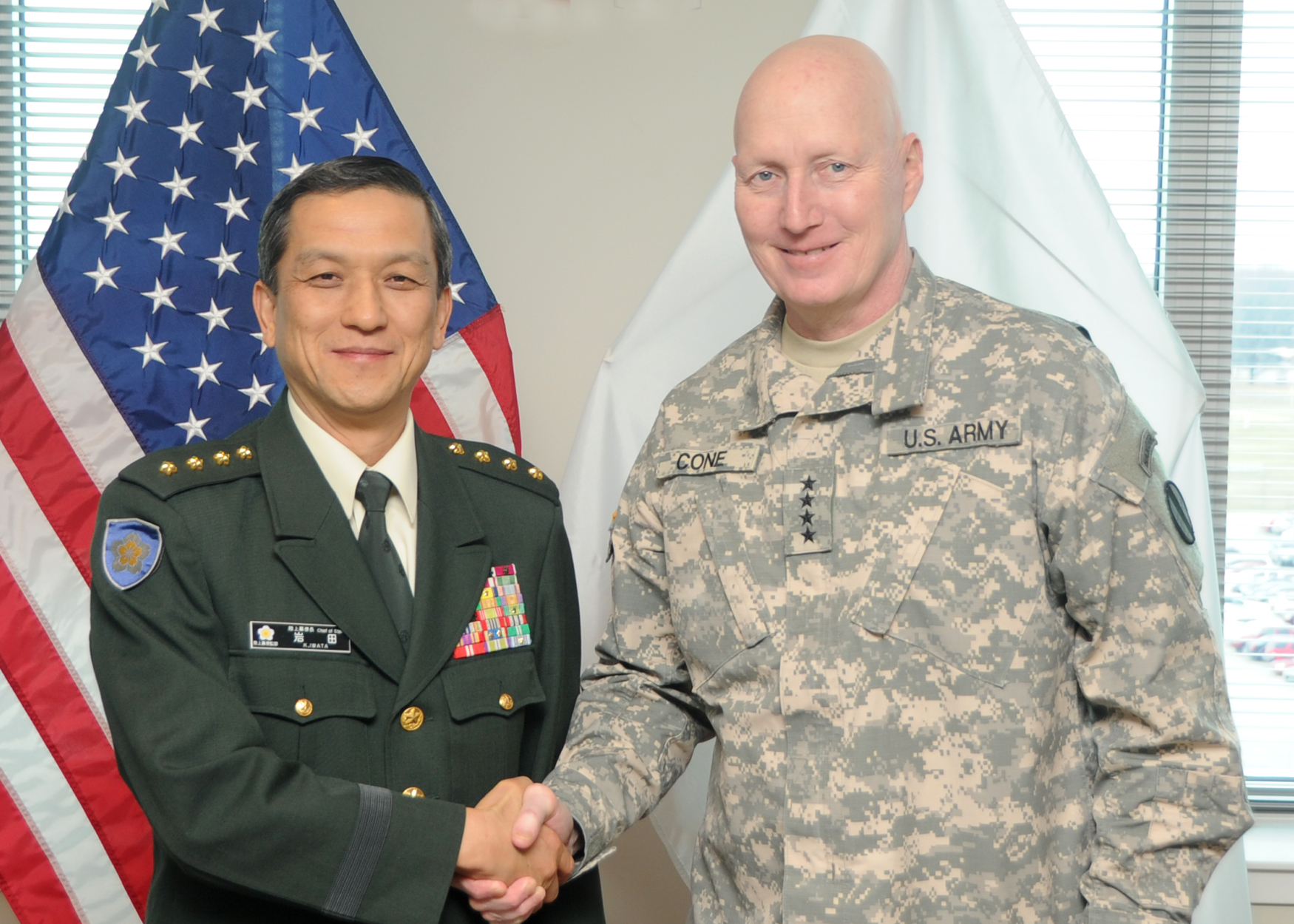
握手をする岩田（左）。握手の相手は、ロバート・W・コーン（英語版）陸軍大将。